# Chiesa e convento di San Francesco (Potenza)
La chiesa di San Francesco è un luogo di culto di Potenza dell'Arcidiocesi di Potenza-Muro Lucano-Marsico Nuovo. La chiesa e l'annesso convento risalgono al XIII secolo.

## Storia
La chiesa è situata nei pressi di piazza Mario Pagano, piazza principale della città di Potenza. La chiesa di San Francesco nasce quarant'anni dopo la morte del santo. Il biografo del serafico, Tommaso da Celano, nel 1246 scrive di un episodio accaduto a un canonico del duomo, il quale non credendo alle stigmate della passione inflitte a san Francesco, fu a sua volta stigmatizzato in una chiesa della città. 
La chiesa ha una chiara origine duecentesca, come attestano le due scritte poste sul portale principale dell'edificio. Secondo queste ultime il convento sarebbe stato fondato nel 1265, mentre la chiesa nel 1274. Per sei secoli la storia della chiesa è inseparabilmente legata alla storia del convento. Le due storie continuano a incrociarsi: sul fondo, a destra della piazza della Prefettura, intitolata a Mario Pagano, s'intravede la chiesa francescana, mentre la scena è occupata dal palazzo del governo. Addossata alla facciata della chiesa, l'ala dell'ex convento trasformata in tribunale subì un incendio nel 1912; la ricostruzione dell'edificio portò alla conseguente separazione dalla chiesa, creando il vicolo Ascanio Branca.
Nel cuore della città di Potenza, i frati dell'Assisiate erigono un luogo di ristoro e di rifugio, una stazione provvisoria lungo gli itinerari di predicazione delle popolazioni meridionali. A sostenerlo è lo storico francescano Bove, secondo il quale il fatto che il primo allogare minoritico (1230-50) sia avvenuto a Potenza, induce a concludere che non si tratta di un'intenzionale fondazione minoritica, ma di una stazione provvisoria per la predicazione itinerante. La stabilità conventuale parte dalla metà del XIII secolo, quando avviene la costruzione dell'intero complesso conventuale. La centralità di Potenza rispetto al territorio circostante e la presenza di strade che si snodavano lungo l'antica rete romana sono state le ragioni principali per cui i religiosi ampliarono il complesso conventuale, anche sulla base delle numerose donazioni documentate che rappresentarono un notevole alleggerimento economico per i frati. Quello dei conventuali a Potenza fu uno studio teologico importante. Il numero dei religiosi risulta essere stato numeroso già nella prima metà del Seicento. Testimonianza di ciò è la planimetria del convento disegnata dall'architetto Ponticelli nel 1809 che documenta l'ampiezza del complesso, la sua articolazione in piani, corridoi e cellette, due cortili interni, orto e grande chiostro, secondo le tradizioni conventuali francescane. Il convento di San Francesco ha conosciuto momenti di splendore per il numero dei religiosi, per l'essere centro di attrazione e punto di riferimento spirituale dei giovani, provenienti dai vari paesi della Basilicata e orientati a entrare nel chiostro di San Francesco. Questo luogo esercitò soprattutto tra il XVI e il XVIII secolo un notevole influsso sull'orientamento vocazionale alla vita religiosa e sacerdotale, grazie anche alla presenza della ricca biblioteca del vescovo Bonaventura Claver. Un lavoro dello storico conventuale Pio Iannielli, cita spesso frati potentini o di origine lucana, che hanno ricoperto nell'ordine e nella chiesa un ruolo rilevante. Dai santi del Settecento come il Beato Bonaventura da Potenza, Domenico Girardelli da Muro Lucano, ai vescovi Bonaventura Claver, pugliese e vescovo di Potenza e Pietro Paolo Caporella, una lunga lista di personalità che hanno avuto come punto di riferimento il convento di San Francesco di Potenza.

## Nome
La chiesa è dedicata a san Francesco d'Assisi poiché, secondo un atto notarile redatto nel marzo del 1279, cinque anni dopo l'avvenimento, sulla base delle dichiarazioni di testimoni oculari, due operai sepolti vivi nel 1266 durante alcuni lavori volti a costruire le fondamenta della chiesa siano stati salvati da un miracolo, attribuito a San Francesco. Così la chiesa venne dedicata al santo nel 1274.

## Architettura

### Esterno
Attualmente la chiesa s'innalza sui resti di un antico oratorio protoromanico, durante gli scavi svolti anni fa, sono state rinvenute tracce a circa tre metri di profondità, sotto l'angolo destro della facciata, pietre decorate con motivi di palme a ventaglio, che si possono ora ammirare incastonate sul muro sinistro esterno della chiesa. La facciata è formata da pietra squadrata a vista.
L'antico convento del 1200 è quasi totalmente privo di testimonianze storiche e artistiche attuali. Sulla facciata sinistra della chiesa trova posto il portale fatto edificare dai conti Guevara che fanno entrare nel chiostro cinquecentesco. Esso presenta un porticato a sei arcate che termina con una porta lignea del XVI secolo coronata da un portale quattrocentesco che dà accesso ai locali interni della sacrestia e del convento nuovo. Il convento oggi si riduce a una quarantina di ambienti, attualmente abitati dai frati minori conventuali. La porta d'accesso alla sacrestia è formata da sei pannelli a festoni fiorati con i simboli delle braccia incrociate. Altri sei pannelli con quattro rosoni e due ricami di foglie, decorano la porta sulla parete nord a sinistra del presbiterio. L'ingresso al convento, il più elegante, si incastona nel portale polilobato, costituito da due pannelli fiorati e quattro traforati a grata. La base delle porte principali non è originale, in quanto, durante il restauro, le formelle non recuperabili sono state sostituite con nuovi pannelli lisci in legno. Nel 1880, i sodali della confraternita verniciarono la porta principale in finto marmo per proteggerla dalle intemperie; con lo stesso gusto erano state verniciate anche le pareti della chiesa. Nel 1902 gli esperti Lucio Mariani e Federico Hermanin avanzarono la richiesta di far rimuovere la porta principale per collocarla all'interno, sottraendola così dalle intemperie. Il direttore della Soprintendenza per la conservazione dei monumenti delle provincie meridionali comunicò una risposta pressoché negativa e la porta rimase al suo posto. Tutte le altre porte sono un capolavoro di intaglio.
Sul portale principale della chiesa, alla base d'impianto dell'archivolto, si leggono due date: a sinistra, «FUN.CON. 1265;» a destra, «FUN.ECCL.AE 1274». Il primo portale raccorda la chiesa col campanile all'ingresso dell'attuale convento, è ad arco a tutto sesto lobato e ornato da motivi floreali. L'altro portale s'affaccia, invece, sull'attuale sacrestia ed è costituito da una grande fascia in pietra a modanature cilindriche che si sviluppano a sguancio. Sulla facciata sinistra della chiesa si possono ammirare tre monofore del XII secolo.
Su questa facciata s'innalza il grande campanile con un alto basamento in pietra seguito da tre ordini di finestre e una possente cuspide piramidale. Il campanile del '300 è la costruzione più rimaneggiata di tutto il complesso. Gravemente compromesso dai vari terremoti che colpirono la città, ha perduto le colonnine che fino al 1857 ne ornavano le finestre gotiche: attualmente esse sono custodite nel Museo Provinciale di Potenza. Il campanile costituì un grande problema per l'incolumità pubblica a causa della sua instabilità. Già nel 1889 gli impiegati del vicino tribunale si lamentavano del suono delle campane della torre, perché questa era pericolante. Sin dall'anno precedente, era stata rivelata tale pericolosità in occasione di un progetto di restauro. Il campanile presentava in cima, prima del restauro, una cupoletta di tipo orientale, scomparsa poi nel 1934. Al suo posto era prevista una sistemazione del tetto a terrazza, ma nel 1937 la cupoletta venne eliminata e sull'ultimo ripiano, venne elevata una cuspide esistente attualmente. Sul campanile, nel 1899, vennero collocate "la campana mezzana" e "la campana a squillo". Si trattava di due campane più antiche acquistate dai fedeli, i quali raccolsero i fondi necessari alla spesa, che era circa di 210 lire. La campana mezzana era stata fusa la prima volta nel 1586. La campana a squillo, invece, nell'anno 1741. Prima della chiesa e con il convento era sorto il chiostro. Oggi ne sono una testimonianza dei piedicini del duecento murati nel restaurato portico. Per iniziativa dei Guevara, conti di Potenza, nel '500 il chiostro venne ricostruito in stile rinascimentale. Oggi se ne ammira sono un'ala per altro mutila dell'ultima arcata. Nei lavori del 1940, infatti, crollò quest'ultima parte corrispondente al portichetto esterno verso il campanile, dove si trovava il portale cinquecentesco che fu recuperato completamente.

### Interno

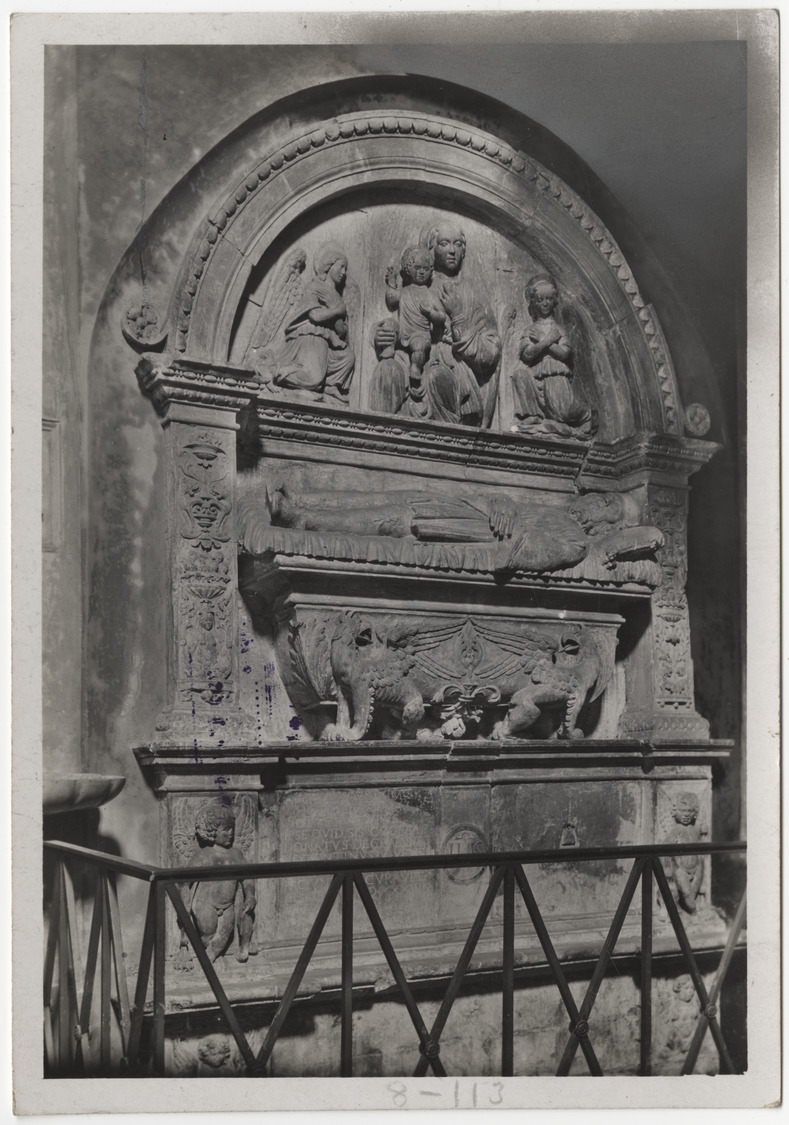
Sepolcro opera di Donato de Grasis.

Internamente la chiesa presenta un impianto, semplice e schematico, tipico delle antiche chiese francescane dei primi tempi: una sola navata che chiude a est con l'abside. La Chiesa ha vissuto un periodo di accrescimento e abbellimento grazie alle generose donazioni ricevute in questo periodo.
Un'unica navata molto lunga è chiusa da un'abside e sovrastata da un soffitto ligneo. Sulla parete d'ingresso è collocato l'organo a canne. Nell'antica sistemazione esso era situato nell'abside e le sue canne sovrastavano gli stalli del coro ligneo dove i frati salmodiavano l'ufficio divino. Nell'inventario del 25 ottobre 1944, redatto per la consegna della chiesa ai conventuali che tornavano a Potenza, l'organo è descritto come manufatto del Quattrocento. Tra il 1887 e il 1892, l'organo è stato danneggiato diverse volte. nei restauri del 1953, fu, pertanto, necessario sostituirlo con uno strumento moderno. Nella chiesa si trova un altare centrale marmoreo a intarsio, del '700, che venne smantellato durante i restauri degli anni '70: il paliotto fu donato alla Cattedrale e oggi è collocato nella cappella dell'Episcopio. Il nuovo altare maggiore presenta un paliotto moderno, scultura di Antonio Masini. La chiesa accoglie anche il sepolcro di Donato de Grasis, del 1400-1500 circa.
Elementi artistici di rilievo sono l'opera del pittore lucano Giovanni Todisco del 1550 che rappresenta il Martirio di san Sebastiano, una tempera su tavola donata alla chiesa e risalente al 1852, che rappresenta la Madonna col Bambino. Nella muratura della parete verso il palazzo di giustizia - è scritto in una deliberazione della confraternita del 1952 menzionata dal D'Acunti - si son rinvenuti affreschi, alcuni in frantumi e uno con san Sebastiano; di fronte, in un arco, le figure di san Francesco e di santa Chiara". In realtà le figure dei santi Francesco e Chiara sono attergate, risultano cioè l'uno a fianco all'altra ma sull'intradosso di due diversi archi o incavi affiancati, sulla parete destra. Le due raffigurazioni sono un segno peculiare delle origini francescane dell'edificio sacro. La figura di Santa Chiara è caratterizzata dalla severità del tratto, mentre il disegno della figura del Santo è addolcito da ritocchi successivi con linee più morbide. Il martire San Sebastiano è rappresentato legato e collocato in un accenno di paesaggio campestre, è trafitto da numerose frecce scoccate a breve distanza da un arciere in costume del tardo '400. Nella navata della chiesa, sulla parete destra, è eretto un cenotafio datato 1534 in memoria di un benefattore della chiesa, tale Donato De Grasis, raffigurato disteso sul letto e rivestito del vestito cinquecentesco dei borghesi potentini. Accanto al cenotafio del De Grasis, un'edicola custodisce un'icona bizantina del XIII secolo, raffigurante la Madonna che indica con le dita il Bambino che tiene sulle braccia come "la via" da seguire. L'immagine sacra fu invocata e venerata come santa "Madonna del terremoto" a seguito del sisma del 16 dicembre 1857. Un secolo dopo la sacra immagine venne incoronata dal cardinale Marcello Mimmi in piazza Prefettura il 22 settembre 1957. Altra opera è un affresco che raffigura san Francesco del XV secolo. Ancora più antico un affresco del XVI secolo che rappresenta santa Chiara.
In una sala dell'antisacrestia sono conservati dodici pannelli ottagonali in cui sono raffigurati i dodici apostoli.